# Abu Iúçufe Iacube ibne Abdalaque
Abu Iúçufe Iacube ibne Abdalaque I, Abde Alhaque I, ou Abde Alaque I (em árabe: أَبُو يُوسُف يَعقُوب بن عَبد الحَقّ; romaniz.: Abū Yūsuf Yaʿqūb ibn ʿAbd al-Ḥaqq) foi o sultão do Império Merínida (no atual Marrocos) de 30 de julho de 1258 até 20 de março de 1286. Foi sucedido por seu filho Abu Iacube Iúçufe Anácer (r. 1286–1307).

## Biografia

### Ascensão e consolidação doméstica
Abu Iúçufe Iacube nasceu em data incerta e, respectivamente, era filho e irmão dos sultões Abdalaque I (ca.  1195–1217), Abuçaíde Otomão I (r. 1217–1240), Abu Marufe Maomé I (r. 1240–1244) e Abu Iáia Abu Becre (r. 1244–1258). Abu Iáia Abu Becre faleceu em 30 de julho de 1258, e com sua morte, houve uma disputa pela sucessão entre o filho dele Abomar, e Abu Iúçufe Iacube. Abu Iúçufe Iacube tinha maior aceitação entre os xeiques merínidas e foi escolhido para suceder no trono sultanal de Fez, e Abomar foi compensado com o governo de Mequinez. Em 1260, o rei de Castela Afonso X (r. 1252–1284) atacou o porto de Salé, como resposta ao pedido de ajuda de Iacube ibne Abedalá, sobrinho de Abu Iúçufe Iacube, que estava tentando estabelecer seu próprio reino independente em Rabate e Salé. Afonso X aproveitou essa oportunidade para concretizar seus planos para uma cruzada no norte da África e enviou grande força para tomar a cidade. Abu Iúçufe Iacube reagiu rapidamente, retomando Salé em catorze dias, mas não conseguiu evitar que muitos de seus habitantes sejam levados cativos pelos castelhanos. O episódio serviu aos merínidas integrarem o conceito de jiade em sua discurso político, o que ajudou a construir o apoio à futura intervenção militar no Alandalus que servia a óbvios interesses econômicos e políticos.

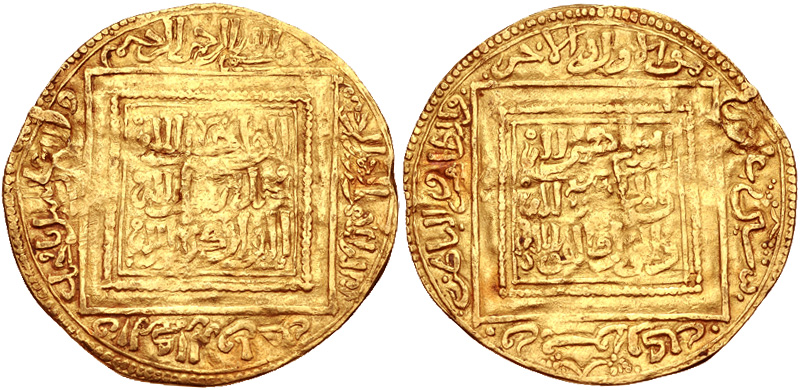
Dinar de ouro de Abu Iáia Abu Becre r.

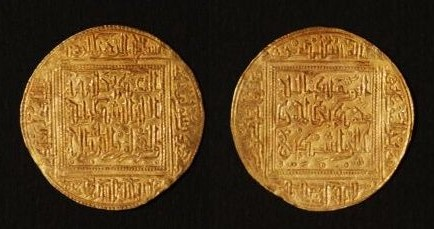
Dinar do califa e sultão haféssida Maomé I Almostancir r.

Em 1262, com apoio militar do califa e sultão haféssida Maomé I Almostancir (r. 1249–1277), Abu Iúçufe Iacube tentou conquistar Marraquexe, capital e último reduto do Califado Almóada, mas falhou graças à resistência de Abu Dabus, primo de Almostancir. Depois, Abu Dabus desertou para os merínidas e tomou a cidade em nome deles em 1266. Quando a cidade caiu, Abu Dabus rompeu o acordo e tornou-se califa (r. 1266–1269), obrigando Abu Iúçufe Iacube a sitiar a cidade. Os almóadas pediram apoio dos ziânidas de Iaguemoracém (r. 1235–1283) do Reino de Tremecém, mas ele foi derrotado e Marraquexe cairia definitivamente aos merínidas em 1269. A deposição de Abu Dabus marcou o fim do Califado Almóada.  Abu Iúçufe Iacube adotou o título de miramolim, enquanto ainda ordenou que as orações da sexta-feira fossem lidas em nome do califa haféssida. Entre 1269 e 1273, conduziu várias campanha no sul do território do atual Marrocos na região de Suz e Drá para eliminar a influência conquistada por Iaguemoracém sobre o comércio transaariano desde 1263. Iaguemoracém havia tomado controle de Sijilmassa com apoio dos árabes maquis e fortaleceu a rota que ia rumo ao Magrebe Central, onde sua capital Tremecém se situava. Em 1272, os merínidas derrotaram uma força ziânida no Isli, sitiaram Tremecém e atacaram Ujda. Na sequência, reconquistaram Sijilmassa com o primeiro emprego conhecido de armas de fogo no Magrebe. Em 1273, buscando controlar todo o trajeto percorrido pela rota comercial vinda de Sijilmassa, Abu Iúçufe Iacube dominou as cidades portuárias de Tânger e Ceuta, que foi entregue aos merínidas no contexto de um acordo entre o sultão e o rei de Aragão Jaime I (r. 1213–1276). Em 1276, o sultão fundou Fez Aljadide (Nova Fez) em oposição ao antigo aglomerado urbano já existente, que passou a se chamar Fez Albali (Velha Fez), para servir de centro militar e administrativo do governo. No processo, houve um massacre da população judaica da capital, obrigando várias famílias a emigrarem para a melá de Fez Aljadide.

### Expedições no Alandalus

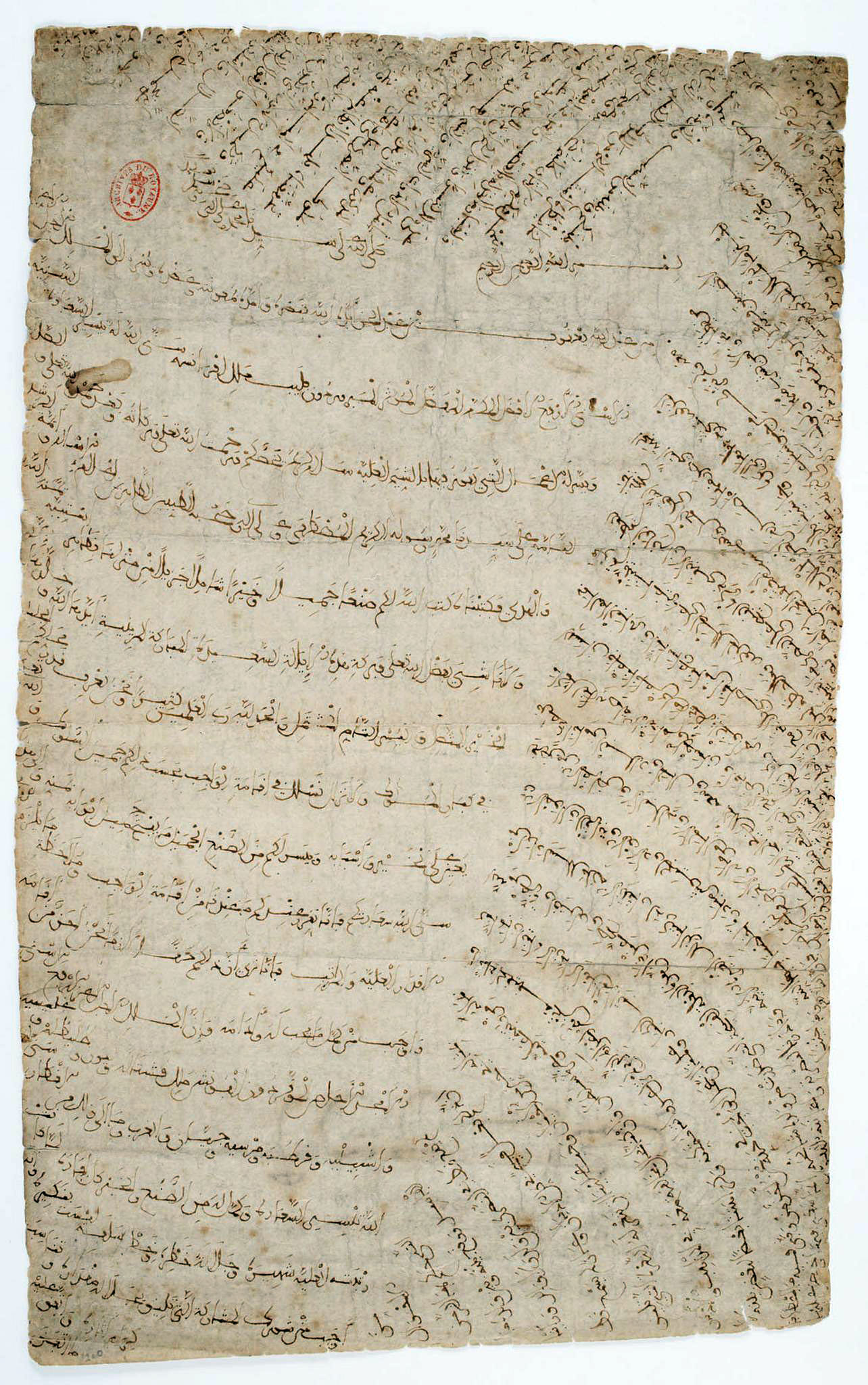
Carta de 24 de outubro de 1282 de Abu Iúçufe Iacube ao rei para exortá-lo a pegar em armas em favor de, atacado por seu filho Sancho (Paris,)

Em 1263, preocupado de que seria atacado por Afonso X, o sultão nacérida de Granada Maomé I (r. 1238–1273) iniciou conversas com Abu Iúçufe Iacube, que depois enviou tropas para Granada, num número entre 300 e 3 mil, de acordo com fontes diferentes. Em abril de 1275, seu sucessor Maomé II (r. 1273–1302) enviou emissários à corte merínida em Fez e pediu ajuda contra os reinos cristãos no Alandalus (Península Ibérica). Abu Iúçufe Iacube respondeu favoravelmente ao pedido ao mobilizar um exército de 5 mil cavaleiros sob o comando de seu filho, Abu Zaiane Mandil. Três meses depois, Abu Zaiane atravessou o estreito de Gibraltar, desembarcou em Tarifa e assumiu a cidade. Logo o governador de Algeciras separou-se de Granada e entregou sua cidade a Abu Zaiane. O príncipe merínida estabeleceu uma cabeceira de praia entre Tarifa e Algeciras e começou a invadir o território castelhano até Jérez.
Com a cabeceira de praia estabelecida e os territórios castelhanos reconhecidos, Abu Iúçufe enviou mais tropas, incluindo seus próprios exércitos domésticos, ministros, funcionários e clérigos do norte da África. O próprio cruzou ao Alandalus em 17 de agosto de 1275. Encontrou-se com Maomé e o líder dos Banu Asquilula, Abu Maomé, que se juntou ao sultão com seus exércitos. Os merínidas trataram os nacéridas e os Banu Asquilula como iguais, e Maomé, ofendido por ser visto como igual a seus súditos rebeldes, deixou o exército depois de três dias, embora suas forças permanecessem. Em setembro de 1275, este exército obteve uma grande vitória contra Castela na Batalha de Écija. Nuno Gonçalves, agora lutando por Castela, foi morto. Segundo as crônicas merínida, os Banu Asquilula contribuíram muito para essa vitória e seus líderes estavam presentes, enquanto as forças granadinas contribuíram pouco, com o próprio governante permanecendo em Granada.
Abu Zaiane comemorou a vitória em Algeciras e enviou a cabeça de Nuno Gonçalves a Granada. Isso provavelmente ofendeu o governante nacérida, que detestava esse tipo de crueldade e poderia ter respeitado ou até ser amigo do falecido. Ele embalsamou a cabeça em almíscar e cânfora e a enviou a Castela para ser enterrada adequadamente em seu corpo. Fontes merínida retrataram isso como uma tentativa de Maomé de "cortejar a amizade [de Afonso]". Nesse ponto, os merínidas tornaram-se mais amigáveis aos Banu Asquilula e menos simpáticos a Maomé. Depois de perder uma batalha naval em Tarifa, Abu Iúçufe, desconfiado de ser isolado do Magrebe, decidiu voltar para casa. Ele, o governante nacérida e o reino católico concordaram com uma trégua de dois anos no final de dezembro de 1275 ou no início de janeiro de 1276. Antes de Abu Iúçufe partir, o secretário de Maomé, Abomar ibne Murabite, escreveu um poema expressando medo do poder de Castela e apelando para a ajuda contínua dos merínidas. Abu Iúçufe deixou o Alandalus e desembarcou em Alcácer-Ceguer em 19 de janeiro.

Quem quer se arrepender ao seu Senhor pelos seus pecados, segue o exemplo de seu profeta e está entre os guiados?
Quem quer purificar sua alma com uma forte resolução para ajudar a religião de Maomé?
Ou você exaltará as cidades das terras inimigas, onde Deus nunca é adorado?
E você vai humilhar as terras muçulmanas? Suportará os insultos dos trinitários, opressores dos crentes do Deus Único?
Que as mesquitas nesta terra tornaram-se igrejas! Sejam destruídas de tristeza, não seja insensível!
Os sacerdotes e os sinos em cima do minarete; vinho e carne de porco na mesquita!
Infelizmente! Já não ouvimos as orações dos piedosos, que curvaram-se, levantaram-se e prostraram-se.
Em vez disso, vemos uma multidão de réprobos, cheios de arrogância, que nunca em suas vidas professam a verdadeira fé.

Trecho de um poema da secretária de Maomé II a Abu Iúçufe Iacube, apelando por sua ajuda contínua no Alandalus.
Abu Iúçufe e os merínidas retornaram ao Alandalus em junho de 1277. Inicialmente, juntaram-se aos Banu Asquilula e fizeram campanha sem Maomé e as forças nacérida. Os merínidas derrotaram as forças castelhanas nos arredores de Sevilha em 2 de agosto e tomaram vários castelos ao longo do rio Guadalquivir antes de se retirar para Algeciras em 29 de agosto. Abu Iúçufe marchou novamente em 30 de outubro, desta vez acompanhado por Maomé perto de Archidona. Tomaram o castelo de Benamejí, cercaram Córdova e saquearam as cidades vizinhas. Afonso ou as cidades afetadas pela guerra processaram a paz, que foi aceita pelo sultão granadino e o líder merínida. Abu Iúçufe retirou-se para Algeciras em 28 de novembro, concluiu uma trégua em 24 de fevereiro de 1278 e retornou ao Magrebe em maio. Embora os merínidas tivessem conquistado uma vitória no campo de batalha e as forças muçulmanas saquearam várias cidades, falharam em conseguir qualquer acordo importante ou anexar permanentemente os territórios cristãos. Por outro lado, os portos de Tarifa e Algeciras, no estreito, permaneceram como postos avançados dos merínidas na península.
Durante a segunda expedição de Abu Iúçufe, os Banu Asquilula entregaram Málaga – seu centro de poder – a seu novo aliado. Essa ação foi motivada pelo medo de que eles não pudessem defendê-la contra Granada. Os merínidas a ocuparam em meados de fevereiro de 1278 e Abu Iúçufe nomeou seu tio, Omar ibne Iáia, como governador. Maomé ficou alarmado com essa invasão merínida em seu domínio, lembrando as ações dos almorávidas e almóadas, duas dinastias muçulmanas do norte da África anteriores que anexaram Alandalus depois de intervir inicialmente contra os cristãos. Ele encorajou Iaguemoracém ibne Zaiane de Tremecém a atacar os merínidas no norte da África, e Castela a atacar a base espanhola deles em Algeciras. O governante merínida, sobrecarregado e atacado em várias frentes, recuou de Málaga e entregou a cidade ao sultão nacérida em 31 de janeiro de 1279. Também foi alegado que Granada subornou Omar ibne Iáia, dando-lhe o castelo de Salobreña e cinquenta mil dinares de ouro. Maomé nomeou seu primo e conselheiro próximo Abuçaíde Faraje como governador. Com Málaga em suas mãos, ajudou os merínidas a defender Algeciras, possivelmente sentindo-se culpado pelos sofrimentos dos muçulmanos sitiados na cidade. As forças conjuntas dos merínidas e granadinos derrotaram os sitiantes castelhanos em 1279. As fontes castelhanas da época pareciam não perceber o envolvimento granadino e pensavam que foram derrotadas apenas pelos merínidas. Nesse mesmo ano, ocorreu uma grande revolta dos árabes sufiânidas, que haviam chegado recentemente à região de Marraquexe, e que foi suprimida com dificuldade pelo governador Maomé ibne Ali ibne Almoali.
As manobras que viram o ganho de Málaga e impediram Castela de tomar Algeciras irritaram os merínidas e Castela. Ambos, juntamente com os Banu Asquilula, atacaram o sultão granadino em 1280. Os merínidas e Banu Asquilula avançaram para Málaga, atacando sem sucesso a região de Marbelha, no sul. Castela atacou do norte, liderada pelo infante (príncipe) Sancho (futuro Sancho IV), filho de Afonso, que foi verificado pelos Voluntários da Fé da África do Norte liderados por ibne Muali e Taxufine ibne Muti. Os voluntários eram um componente das forças armadas de Granada, compostas por guerreiros do norte da África, em grande parte exilados políticos que migraram com suas famílias e tribos. Eles ainda defendiam o emirado contra Castela, apesar de Granada também estar em guerra com o Império Merínida de onde vieram. Em 23 de junho, as tropas granadinas emboscaram uma grande força castelhana em Moclín. Em junho de 1281, os católicos invadiram novamente, liderados pelo próprio Afonso e acompanhados pelos infantes Sancho, Pedro e João. Eles derrotaram Maomé numa batalha perto dos muros de Granada em 25 de junho, mas após o fracasso das negociações que se seguiram, os castelhanos deixaram o emirado.
No final de 1281, Afonso enviou Sancho a Granada para negociações adicionais e Maomé concordou em renovar sua vassalagem a Castela. No entanto, Afonso acusou Sancho de agir com traição e de se apropriar do tributo do sultão nacérida. Uma fenda estourou entre o rei e seu filho, o que enfraqueceu a ameaça castelhana a Granada. O rei castelhano acabou pedindo a ajuda de Abu Iúçufe contra o infante, e os dois monarcas fizeram campanha juntos contra os partidários de Sancho em Castela. Enquanto isso, Maomé selou uma aliança com Sancho em Priego no final de 1282. No final do ano seguinte, Abu Iúçufe atacou Málaga, forçando o sultão nacérida a pedir paz. Mediados pelo filho do governante merínida, Abu Iacube Iúçufe Anácer, eles concordaram em reconciliar e atacar os cristãos juntos. Afonso morreu em 1284 e foi sucedido por Sancho. O novo rei era amigo de Granada e recuou as tropas castelhanas, enquanto Maomé declarou sua vassalagem. Em 1285, Abu Iúçufe Iacube assinou um acordo de com Castela no qual os castelhanos comprometiam-se a não intervir nos assuntos dos territórios muçulmanos, ao mesmo tempo que devolviam manuscritos tomados durante o processo de expansão rumo ao sul. Em 1286, Abu Iúçufe Iacube morreu e foi sucedido por seu filho Abu Iacube Iúçufe, que por estar mais preocupado com assuntos domésticos, retirou suas forças da campanha ibérica.